# Till nu och för evigt
Till nu och för evigt (originaltitel: Forever and a Day) är en amerikansk dramafilm från 1943. Filmen har sju regissörer och 22 manusförfattare. Filmen gjordes på initiativ av Cedric Hardwicke och var tänkt som moraliskt stöd till Storbritannien under andra världskriget. Alla inblandade jobbade utan lön, och filmens intäkter gick direkt till välgörande ändamål.

## Handling
Under andra världskriget kommer amerikanen Gates Trimble Pomfret (spelad av Kent Smith) till London för att sälja det hus som sedan 140 år tillbaka har tillhört olika delar av familjerna Trimble och Pomfret. Lesley Trimble (Ruth Warrick) som bebor huset försöker övertala honom att låta bli. När de tvingas söka skydd för natten i ett skyddsrum under Wehrmachts bombningar berättar Lesley historien om alla deras anfäder som bebott huset.

## Medverkande i urval
- Kent Smith - Gates Trimble Pomfret
- Ruth Warrick - Lesley Trimble
- Reginald Gardiner - hotelldirektör
- Victor McLaglen - Archibald Spavin
- Billy Bevan - taxichaufför
- June Lockhart - flicka i skyddsrum
- Cedric Hardwicke - Mr. Dabb
- C. Aubrey Smith - amiral Eustace Trimble
- Edmund Gwenn - Stubbs
- Ray Milland - William Trimble
- May Whitty - Lucy Trimble
- Gene Lockhart - Cobblewick
- Anna Neagle - Susan Trenchard
- Claude Rains - Ambrose Pomfret
- Jessie Matthews - Mildred Trimble
- Reginald Owen - Simpson
- Ian Hunter - Dexter Promfret
- Charles Laughton - Bellamy, butler
- Anna Lee - Cornelia Trimble
- Buster Keaton - Wilkins, rörmokare
- Montagu Love - Sir John Bunn
- Edward Everett Horton - Sir Anthony Trimble-Pomfret
- Patric Knowles - Trimble-Pomfrets son
- Cecil Kellaway - middagsgäst
- Isobel Elsom - Lady Trimble-Pomfret
- Ida Lupino - Jenny, piga
- Wendy Barrie - Edith Trimble-Pomfret
- Eric Blore - Charles, butler
- Brian Aherne - Jim Trimble
- Merle Oberon - Marjorie Ismay
- Una O'Connor - fru Caroline Ismay
- Richard Haydn - Mr. Butcher
- Odette Myrtil - madame Gaby
- Nigel Bruce - Garrow
- Elsa Lanchester - Mamie
- Roland Young - Henry Barringer
- Gladys Cooper - fru Barringer
- Robert Cummings - Ned Trimble
- Donald Crisp - kapten Martin
- Charles Coburn hade en roll i filmen som Sir William, men klipptes bort.